# Матадор (Тексас)
Матадор (енгл. Matador) град је у америчкој савезној држави Тексас. По попису становништва из 2010. у њему је живело 607 становника.

## Демографија
Према попису становништва из 2010. у граду је живело 607 становника, што је 133 (18,0%) становника мање него 2000. године.
| Група             | 2000.       | 2010.       |
| Белци             | 582 (78,6%) | 487 (80,2%) |
| Афроамериканци    | 42 (5,7%)   | 14 (2,3%)   |
| Азијати           | 2 (0,3%)    | 0 (0,0%)    |
| Хиспаноамериканци | 98 (13,2%)  | 104 (17,1%) |
| Укупно            | 740         | 607         |